# Wittenmoor
Wittenmoor är en ortsteil i staden Stendal i Landkreis Stendal i förbundslandet Sachsen-Anhalt i Tyskland. Wittenmoor var en kommun fram till den 1 januari 2010 när den uppgick i Stendal. Wittenmoor hade 276 invånare 2009.